# 彭氏古巴鱂
彭氏古巴鱂為輻鰭魚綱鯉齒目鯉齒亞目鯉齒鱂科的其中一種，分布於中美洲牙買加的淡水流域，體長可達6公分，棲息在底層沙泥底質水域，屬肉食性，以水生昆蟲、橈腳類、介形蟲等為食，可作為觀賞魚。

## 擴展閱讀
維基物種上的相關：彭氏古巴鱂